# Prémios Guia dos Teatros

## Categorias
O Guia dos Teatros atribui os Prémios de Teatro Guia dos Teatros, referentes ao ano anterior e referentes às seguintes categorias:
- Melhor Peça 
- Melhor Encenador 
- Melhor Texto Original Português
- Melhor Adaptação
- Melhor Tradução
- Melhor Espectáculo Solo
- Melhor Espectáculo para Infância
- Melhor Actor
- Melhor Actriz
- Melhor Actor num papel Secundário
- Melhor Actriz num papel Secundário
- Melhor Elenco Conjunto
- Melhor Actor/Actriz Revelação
- Melhor Musical
- Melhor Musica Original
- Melhor Direcção Musical
- Melhor Cenografia
- Melhores Figurinos
- Melhor Coreografia
- Melhor Desenho de Luz
- Melhor Desenho de Som
- Melhor Equipa de Produção
- Melhor Sala de Teatro
São ainda entregues pela organização o Prémio Carreira, Prémio Guia dos Teatros, o Prémio Crítica, Prémio Técnico, Prémio António Pedro, Prémio Fernando Amado, Prémio Frederico Valério e Prémio Mecenas.

## Júri
Quem é o júri?
O Guia dos Teatros é um blog de apoio ao público em geral, um objecto de divulgação de trabalhos performativos em Portugal e estrangeiro e ainda uma ferramenta de apoio a profissionais na divulgação de castings, workshops e outros.
Como tal, o júri é quem frequenta o blog, portanto o público de teatro em geral que atribui os prémios através do envio das suas nomeações para as 23 categorias.
A votação é aberta on-line até fim de Abril. 
Serão ainda entregues alguns prémios extra decididos pela organização do Guia dos Teatros que quer assim desta maneira homenagear algumas figuras, empresas ou entidades que tenham sido preponderantes para o avanço na área das artes performativas do ano que passou.
Quem é elegível?
Todas as produções profissionais que tenham estado em cena em Portugal entre 1 de Janeiro e 31 de Dezembro de 2011 são elegíveis para os Prémios Guia dos Teatros.
Como são monitorizadas as votações?
A votação é limitada a um voto por pessoa e há uma rígida monitorização para um resultado o mais justo possível e de maneira a que qualquer tentativa de falsificação seja quebrada. A monitorização é feita de várias maneiras, desde o registo dos e-mails, verificações técnicas e análises estatísticas. No entanto, por muito rigorosos que sejamos, não podemos prever a mobilização de grupos de fãs de produções ou profissionais, que são inerentes, e legítimas, em qualquer espécie de votação popular neste género.

## 2008
PRÉMIOS DE 2008
Melhor Peça: “As Vampiras Lésbicas de Sodoma”, encenado por Juvenal Garcês
Companhia Teatral do Chiado
Melhor Encenador: Luis Miguel Cintra pela peça “A Tragédia de Júlio César”
Melhor Texto Original Português: “A Minha Mulher”, de José Maria Vieira Mendes
Teatro Nacional D. Maria II
Melhor Adaptação: Maria do Céu Guerra por “Agosto – Contos da Emigração”
Teatro A Barraca
Melhor Tradução: “Sweeney Tood – O Terrivel Barbeiro de Fleet Street”
Versão de João Lourenço, José Fanha e Vera San Payo Lemos
Melhor Espectáculo Solo: “O (I)Mortal – Cabaret Concerto” de Bruno Schiappa
Melhor Espectáculo Infantil: “O Barbeiro de Sevilha” encenação de Fernando Gomes
Teatro Infantil de Lisboa
Melhor Actor: Simão Rubim em “As Vampiras Lésbicas de Sodoma”
Companhia Teatral do Chiado
Melhor Actriz: Maria João Luis em “Stabat Mater”
Artistas Unidos
Melhor Actor num papel Secundário: Bruno Schiappa em “Presos no Gelo”
Teatro Nacional D. Maria II
Melhor Actriz num Papel Secundário: Beatriz Batarda em “Quando O Inverno Chegar”
Melhor Elenco Conjunto: Teatro Praga em “O Avarento ou a Última Festa”
Teatro Nacional de São João
Prémio Make Up For Ever Melhor Actor Revelação: Hugo Rendas em “Música no Coração”, “O Principezinho” e “Jesus Cristo Superstar”
Melhor Musical: “Musica no Coração” encenação de Filipe La Féria
Teatro Politeama
Melhor Musica Original: Fernando Mota em “Por Trás dos Montes”
Teatro Meridional
Melhor Direcção Musical: Telmo Lopes em “Música no Coração”
Teatro Politeama
Melhor Cenografia: José Manuel Castanheira em “A Filha Rebelde”
Teatro Nacional D. Maria II
Melhores Figurinos: Storytailors em “Ricardo II”
Teatro Nacional D. Maria II
Melhor Coreografia: Amélia Bentes em “Ego Skin” e “Cabeças no Ar”
Melhor Desenho de Luz: Filipe La Féria e João Fontes em “Jesus Cristo Superstar”
Teatro Rivoli
Melhor Sala de Teatro: Maria Matos Teatro Municipal
Prémio Carreira: Maria do Céu Guerra
Prémio Guia dos Teatros
Museu Nacional do Teatro
Prémio Técnico: José Manuel Marques
Prémio Critica: Associação Portuguesa de Críticos de Teatro
recebeu Maria Helena Serôdio
Prémio Fernando Amado: Espaço das Aguncheiras – São José Lapa e Inês Lapa Lopes
Prémio António Pedro: Carolina Mendes (“Cabeças no Ar” – Reposição Teatro Municipal São Luiz))
Companhia da Crinabel
Prémio Frederico Valério: Ricardo Afonso – We Will Rock You
Prémio Mecenas: Açoreana Seguros

## 2009
Prémios Guia dos Teatros 2009
Prémio Carreira: Rui Mendes
Prémio Guia dos Teatros: RTP pelo regresso do Teatro à televisão pública
Prémio Técnico: Mestre Manuel Vitória
Prémio Critica Carlos Porto: Maria Helena Dá Mesquita
Prémio Fernando Amado: Escola de Mulheres
Prémio António Pedro: CENDREV – Centro Dramático de Évora
Prémio Frederico Valério: Sofia Escobar
Prémio Mecenas: Grupo Promosoft
Melhor Peça: “Platónov”, de Nuno Cardoso – Teatro Nacional São João
Melhor Encenador: João Brites por “Saga - Ópera Extravagante” – O Bando
Melhor Texto Original Português: Carlos J. Pessoa por “On The Road ou a Hora do Arco-Ìris” – Teatro A Garagem
Melhor Adaptação: João Mota por “Berlim” – Teatro A Comuna
Melhor Tradução: Escola de Mulheres por “Diz-me Como a Chuva”
Melhor Espectáculo Solo: Beatriz Batarda por “De Homem para Homem”
Melhor Espectáculo Infantil: “A Estrela” de Filipe La Féria
Melhor Actor: José Raposo em “Um Violino no Telhado” – Teatro Rivoli
Melhor Actriz: Maria João Vicente por “On The Road ou a Hora do Arco-Ìris” - Teatro A Garagem
Melhor Actor num papel Secundário: Tiago Diogo em “West Side Story” – Teatro Politeama
Melhor Actriz num Papel Secundário: Rita Durão em “Don Carlos Infante de Espanha” – Teatro Cornucópia
Melhor Elenco Conjunto: “Piratada à Portuguesa” no Teatro Maria Vitória
Melhor Actor/Actriz Revelação: Cátia Garcia em “West Side Story” e “A Estrela” – Teatro Politeama
Melhor Musical: “West Side Story” – Teatro Politeama
Melhor Musica Original: Luís Tinoco por “Evil Machines” – São Luiz Teatro Municipal
Melhor Direcção Musical: Telmo Lopes por “West Side Story” – Teatro Politeama
Melhor Cenografia: Cristina Reis por “A Floresta” – Teatro Cornucópia
Melhores Figurinos: Bernardo Monteiro por “O Mercador de Veneza” – Teatro Nacional São João
Melhor Coreografia: Inna Lisnniak por “Um Violino no Telhado” – Teatro Rivoli
Melhor Desenho de Luz: Daniel Worm D’Assumpção por “A Floresta” – Teatro Cornucópia
Melhor Desenho de Som: Daniel Cervantes por “On The Road ou a Hora do Arco-Ìris” - Teatro A Garagem
Melhor Equipa de Produção: Irene de Sousa e Carlos Gonçalves – Teatro Rivoli
Melhor Sala de Teatro: Teatro Politeama

## 2019
Prémios Guia dos Teatros 2019
Melhor Peça: “Actores”
Melhor Encenador: Jorge Silva Melo por “Do Alto da Ponte”
Melhor Texto Original Português: Ricardo Neves Neves por “Banda Sonora”
Melhor Adaptação: Rogério de Carvalho e Teatro Griot por “Posso Saltar no Meio da Escuridão e Morder”
Melhor Tradução: "Peter e Alice"
Melhor Espectáculo Solo: “Sr Ninguém”
Melhor Espectáculo Infantil: “Aladino – Um Musical Genial”, de Filipe La Féria
Melhor Actor: Américo Silva em “Do Alto da Ponte”
Melhor Actriz: Ana Palma em “A Vida Como Ela é”, “Display” e “Black Stars”
Melhor Actor num papel Secundário: Miguel Loureiro em “Don Juan Esfaqueado na Avenida da Liberdade”
Melhor Actriz num Papel Secundário: Rita Durão em “Um D. João Português”
Melhor Elenco Conjunto: Elenco de “Actores” 
Melhor Actor/Actriz Revelação: Rita Monteiro por “FLUX Daylight Project 2018” e “Display”
Melhor Musical: “Banda Sonora”
Melhor Musica Original: Filipe Raposo por “Banda Sonora”
Melhor Direcção Musical: Cesário Costa por “Banda Sonora”
Melhor Cenografia: Ângela Rocha por “Sweet Home Europa”
Melhores Figurinos: Joana Barrios, por “Jangal”
Melhor Coreografia: Vânia Gala por “Que ainda alguém nos invente”
Melhor Desenho de Luz: Daniel Worm d’Assumpção por “Jangal”
Melhor Desenho de Som: Emídio Buchinho por “Orlando”
Melhor Equipa de Produção: Teatro Nacional D. Maria II
Melhor Sala de Teatro: Theatro Circo
1. ↑  «Companhia» (em inglês)
2. ↑  Gala, Vânia (19 de abril de 2019). «Theatre Guide Awards Portugal | Best Choreography 2019»
3. ↑  «Prof. Emídio Buchinho premiado – ESCS FM»